# Brandon Peniche
Brandon Arturo Delgadillo Ortiz (Ciudad de México, 3 de agosto de 1986) es un actor y conductor de televisión conocido como Brandon Peniche. Es hijo del actor mexicano Arturo Peniche y de Gaby Ortiz.

## Vida personal
En 2017 se casa con Kristal Cid hija de la actriz Sharis Cid

## Carrera
Inició en 1997 con un papel cameo en el Zep de Disney, poco después ingreso a Mujer, casos de la vida real de Televisa y ¿Qué nos pasa?, programas que lo catapultaron a la fama juvenil. 
En 2007 tuvo una participación especial en la telenovela El Zorro: la espada y la rosa de la cadena Telemundo en Estados Unidos.
En 2009 actúa en la telenovela Verano de amor con Dulce María, Gonzalo García Vivanco y Ana Layevska de nueva cuenta para Televisa.
En 2010 se integra al elenco de Niña de mi corazón de Pedro Damián interpretando a «Conrado Gallardo», junto a los actores Lisette Morelos, Paulina Goto, Erick Elías y Lorena Herrera.
En 2011 se incorpora al elenco de Ni contigo ni sin ti de Mapat, donde comparte escenas con Alessandra Rosaldo, Laura Carmine, Sabine Moussier y Erick Elías.
En 2012, trabajó en la telenovela Un refugio para el amor junto a Zuria Vega, Gabriel Soto y Laura Flores.
En cine tuvo su debut en el filme Amor maldito; tiempo después aparecería en la película Crimen, castigo y secuestro. 
En 2013 participa en Corazón indomable junto a Ana Brenda Contreras y Elizabeth Álvarez. 
En 2014 participa en La malquerida de José Alberto Castro, junto a Ariadne Díaz, Victoria Ruffo, Christian Meier y África Zavala. 
En 2015 participa en A que no me dejas, junto a su padre Arturo Peniche, Camila Sodi y Juan Pablo Gil. 
En 2016 participa en Un camino hacia el destino junto a Paulina Goto y Horacio Pancheri. 
En 2021 regresa a Televisa a protagonizar la telenovela Contigo sí, junto a Danilo Carrera y Alejandra Robles Gil.
En 2023 y parte 2024, protagonizó la telenovela Nadie Como Tú, interpretando a Salvador Figueroa, junto a Karla Esquivel en el papel de (Ximena Madrigal). 

## Filmografía

### Televisión
- Las hijas de la señora García (2024-2025) - Arturo Portilla[1]
- La historia de Juana (2024) - Gabriel Rubio[2]
- Nadie como tú (2023-2024) - Salvador Figueroa Toledano[3]
- Pienso en ti (2023) - Manolo Pérez[4]
- Contigo sí (2021-2022) - Leonardo Santillana[5]
- La reina soy yo (2019) - Alberto Cantú[6]
- Tres milagros (2018) - Aquiles Suárez
- Un camino hacia el destino (2016) - Javier Farías
- A que no me dejas (2015-2016) - René Murat Greepe/ Eugenio Sandoval
- Que te perdone Dios (2015) - Pablo Ramos
- La malquerida (2014) - Manuel Palacios Salmerón
- Corazón indomable (2013) - Alfonso del Olmo Antunes
- Un refugio para el amor (2012) - Patricio "Pato" Torreslanda Fuentes-Gil
- Ni contigo ni sin ti (2011) - Diego Torreslanda
- Niña de mi corazón (2010) - Conrado Gallardo
- Verano de amor (2009) - Dylan Carrasco Moret

### Programas
- Mujer, casos de la vida real'' (1998) - Julio
- ¿Qué nos pasa? (1998) - Invitado
- Gossip Girl Acapulco (2013) - Poncho Díaz-Navarro
- Mexicana Universal (2018, 2019) - Conductor
- Venga la alegría (2019-2021) - Conductor

### Cine
- El fantasma de mi novia (2018) - Fernando Hurtado
- Tus feromonas me matan (2016)
- Mantis  (2014) - Detective
- Maldito amor (1999)

### Teatro
- El fantasma en el espejo (2017)
- La dalia negra (2016)[7]
- Cama para dos (2013) - Dario[8]

## Premios y nominaciones

### Premios TVyNovelas
| Año  | Categoría                  | Telenovela              | Resultado |
| ---- | -------------------------- | ----------------------- | --------- |
| 2016 | Mejor actor juvenil        | Que te perdone Dios     | Ganador   |
| 2015 | Mejor actor juvenil        | La malquerida           | Nominado  |
| 2013 | Mejor actor coestelar      | Un refugio para el amor | Nominado  |
| 2012 | Mejor actor juvenil        | Ni contigo ni sin ti    | Nominado  |
| 2011 | Mejor revelación masculina | Niña de mi corazón      | Nominado  |